# Buslijn 80 (Zandvoort-Amsterdam)

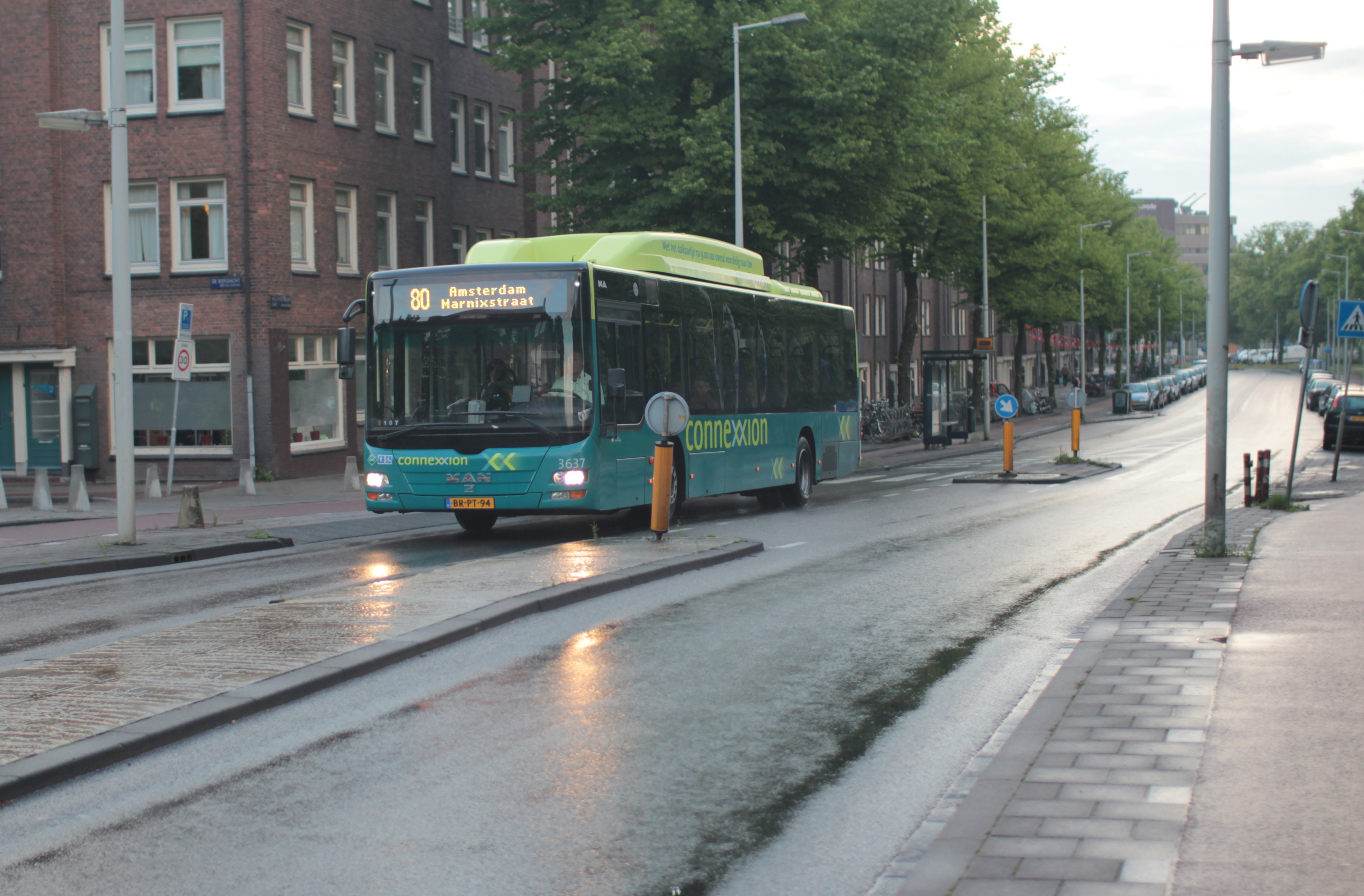
Een MAN Lion's City CNG van lijn 80 op de Willem de Zwijgerlaan, juni 2012

Buslijn 80, ingesteld op 1 september 1957, is een buslijn van Connexxion, die de badplaats Zandvoort via Bentveld, Heemstede, Haarlem en Halfweg met Amsterdam verbindt.

## Geschiedenis

### Lijn 80

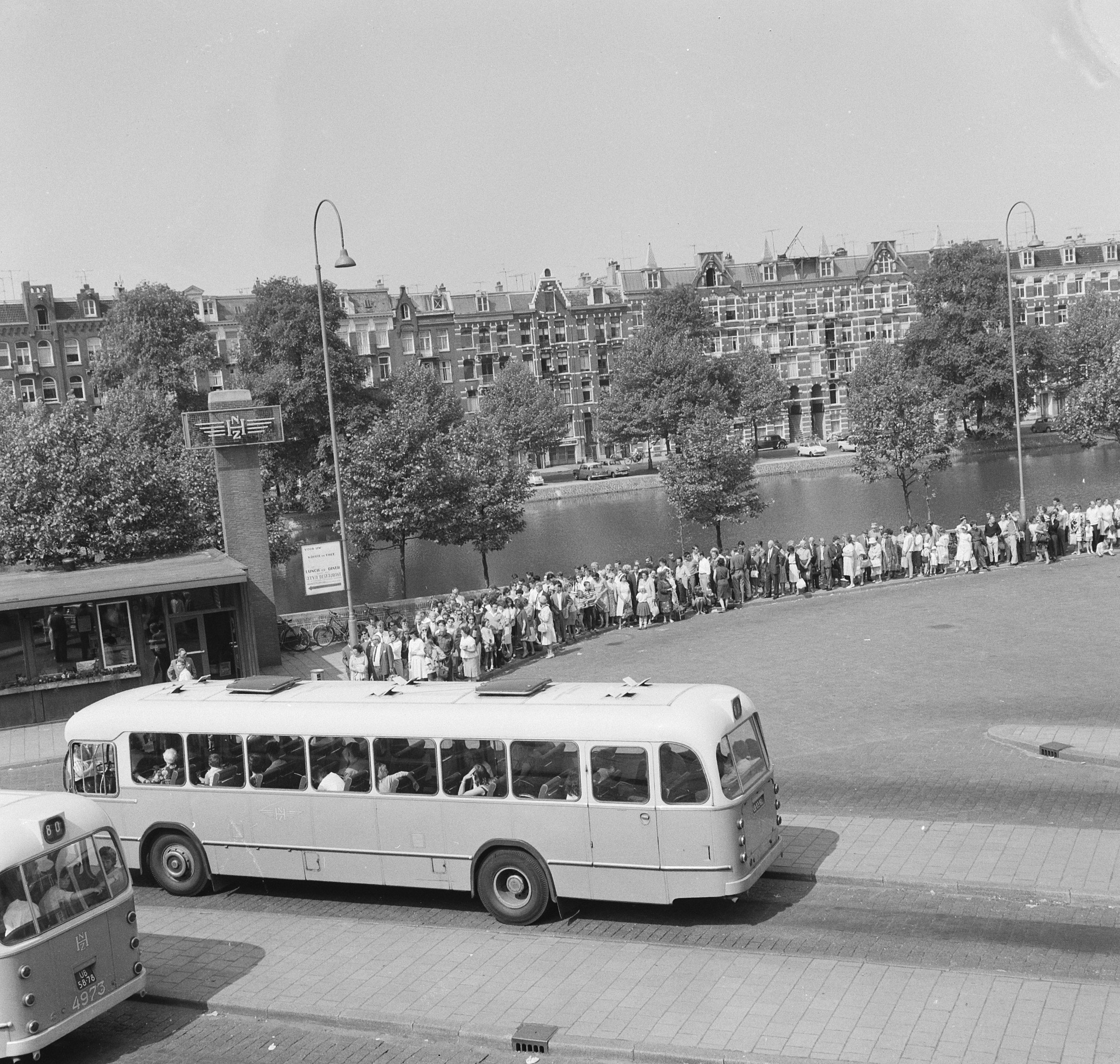
Grote zomerdrukte bij het Amsterdamse beginpunt in 1964

NZHVM-buslijn 80 werd ingesteld ter vervanging van de Blauwe-Tramlijn Amsterdam - Zandvoort, die op 31 augustus 1957 voor het laatst reed. De route van lijn 80 week op enkele punten af van het traject van de tramlijn, omdat deze voor een groot gedeelte een eigen baan had.
In Zandvoort werd vertrokken vanuit de Louis Davidsstraat op de plek van het voormalige tramstation. In 1965 verscheen een nieuw modern busstation met eilandperron dat voor lijn 80 en 81 alleen richting Kerkplein werd gebruikt. Aan de andere kant kon worden geparkeerd door auto's en touringcars. De luifel had een lengte van 45 meter en een breedte van 4,5 meter. Er was een overdekte wachtruimte met 36 zitplaatsen, toiletten, een personeelsverblijf met chefskamer en een afzonderlijke restauratie met VVV-kantoor.
Richting Amsterdam werd hierbij gereden via de Grote Krocht en verder over de gewone weg via Bentveld, station Heemstede-Aerdenhout en de Leidsevaart naar de Tempeliersstraat in Haarlem. In Haarlem liep de route niet meer door het centrum en langs de Amsterdamse Poort, maar via de Rustenburgerlaan en aanvankelijk door de Amsterdamsebuurt (Schalkwijkerstraat, Slachthuisstraat, Zomervaart) en vanaf de zomerdienst 1962 buitenom via de Schipholweg en Prins Bernardlaan. Vervolgens werd weer de Haarlemmerweg gevolgd en via Slotermeer en Bos en Lommer naar een nieuw busstation op de Appeltjesmarkt aan de Marnixstraat gereden. In de loop van de jaren zestig werd ook Geuzenveld in de route opgenomen. Het tramtraject over de Admiraal de Ruijterweg, De Clercqstraat en Rozengracht naar de Spuistraat werd verlaten.
Van mei 1986 tot en met mei 2000 werd ook het station Amsterdam De Vlugtlaan bediend. Daarna vond er nog een kleine wijziging plaats waarbij niet meer via Geuzenveld werd gereden. Ook kwam er een halte bij het station Haarlem Spaarnwoude en werd de halte bij het Foodcenter niet langer bediend. In december 2005 werd de route via de Hoofdweg en Jan van Galenstraat vervangen door een route via de Bos en Lommerweg en Willem de Zwijgerlaan. Sinds december 2012 bedient de lijn ook het station Halfweg-Zwanenburg met de bestaande halte bij SugarCity (de voormalige suikerfabriek). In 2014 werd het busstation in Zandvoort gesloopt om plaats te maken voor nieuwbouw. Er kwam een tijdelijke standplaats op de Prinsesseweg. In 2016 kwam de standplaats terug tegenover de oude plaats maar er kwam geen nieuw busstation maar slechts een halte met de naam "busstation" met alleen een abri langs het trottoir tegenover de nieuwbouw. Deze halte werd op 21 januari 2018 hernoemd naar "Centrum".

### Lijnen N80 en 680
Er bestaat ook een nachtbus met het lijnnummer N80. Deze lijn rijdt echter vanuit Haarlem niet naar Zandvoort maar naar Beverwijk. Ook bestaat er een schoolbus met het lijnnummer 680 van Zwanenburg naar Aerdenhout.

## Exploitatie

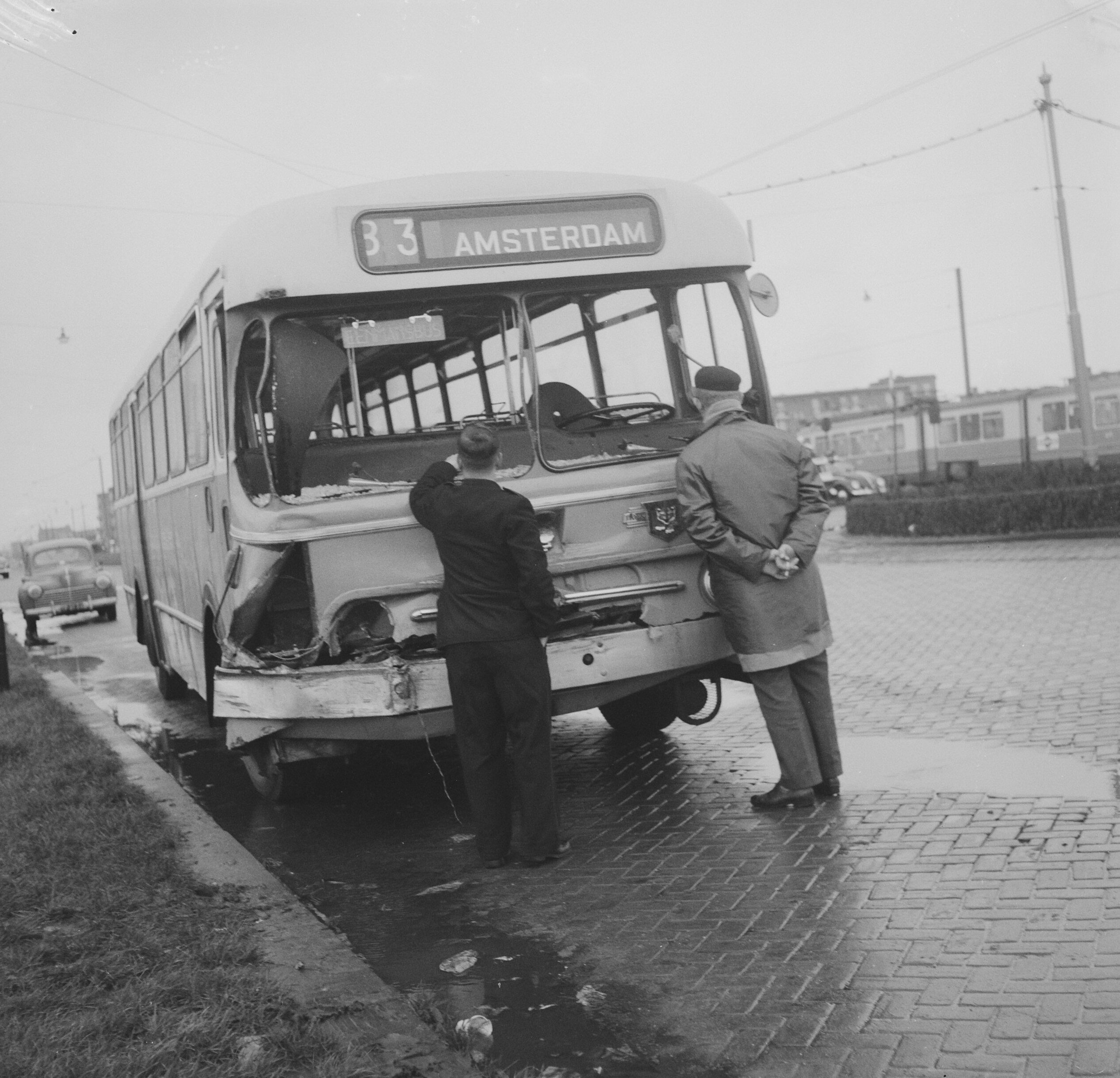
Bolramer van lijn 83 na botsing met tram van lijn 13, 3 november 1960

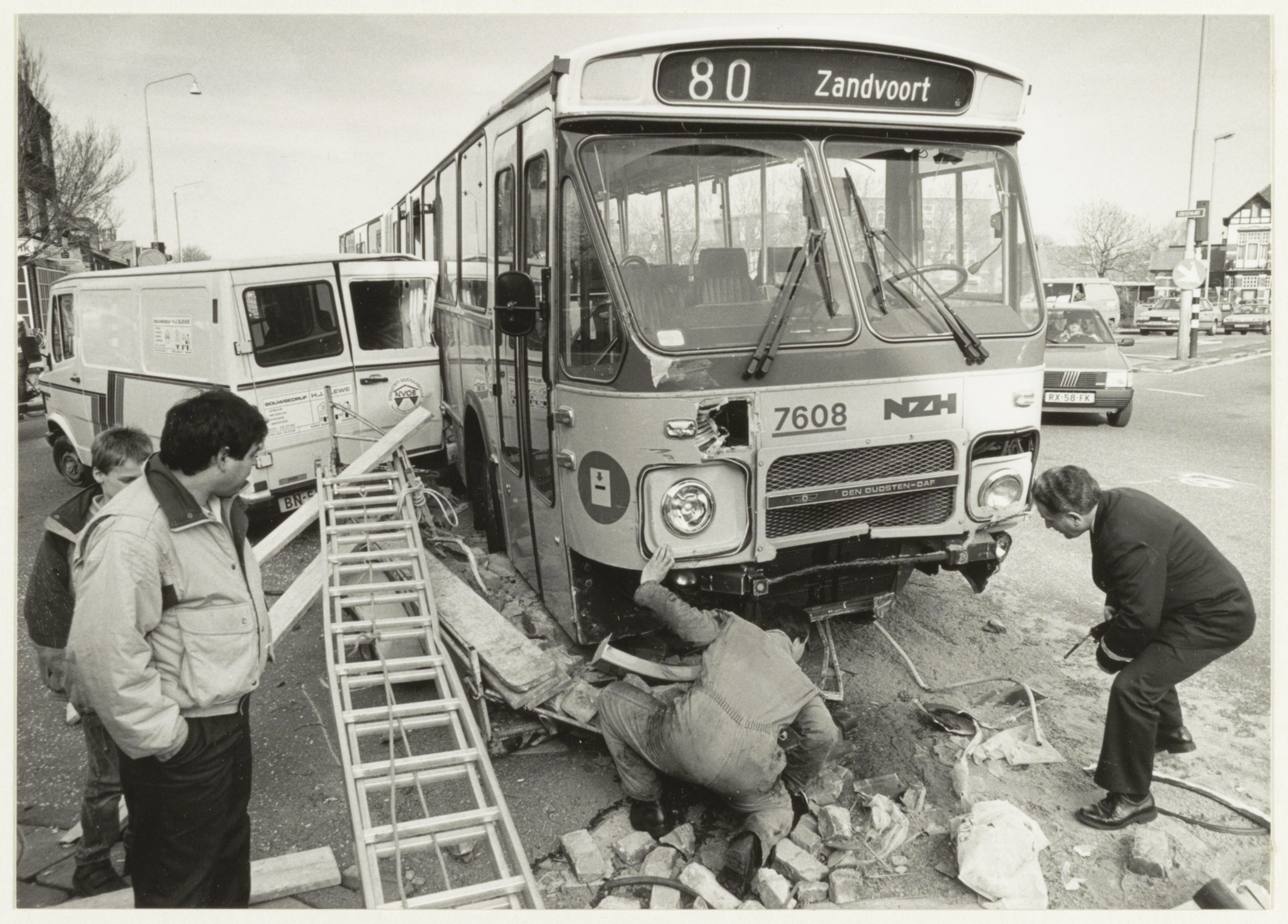
Gelede DAF/Den Oudsten op lijn 80

Spitsuurdiensten op het trajectgedeelte Haarlem (Tempeliersstraat) - Amsterdam voerden het lijnnummer 81 (stoppend aan alle halten) of 83 (snelbussen, in NZH-jargon forensendiensten, alleen toegankelijk voor houders van weekkaarten en abonnementen). Nog voordat de tramlijn was opgeheven, met ingang van de zomerdienstregeling 1957, was er al een lijn 85 (Zwanenburg - Halfweg - Amsterdam) ingesteld, die in Amsterdam wel over de Admiraal de Ruijterweg reed. Door het oversteken van de Ringvaart van de Haarlemmermeerpolder begaf deze lijn zich in het concessiegebied van de particuliere vervoerder Maarse & Kroon.    
In 1964 werd het lijnnummer 81 toegekend aan de lijn Zandvoort - Bloemendaalsestrand - Station Haarlem, die eerst lijn 15 en daarna lijn 91 had geheten. Op de tijdstippen dat lijn 81 niet reed (winteravonden), reed lijn 80 na zijn gewone route nog een rondje door Zandvoort Noord via de route van lijn 81. Na het gereed komen van de vrije baan op de binnenring in Amsterdam werd via de Raampoortbrug en de Marnixstraat gereden in plaats van de Nassaukade.       
Bij de opheffing van de tramlijn bepaalde de NZH dat alleen het nieuwste materieel op de vervangende buslijnen mocht worden ingezet. Daarom zijn op de lijnen 80, 81, 83 en 85 nooit bussen ingezet van het merk Crossley, waarvan de NZH tot in de vroege jaren zestig vele exemplaren in dienst had. Speciaal voor deze lijnen was een grote serie Leyland-Werkspoor-bussen aangeschaft van het bolramer-streekbusmodel. Omdat het motorvermogen van deze 'serie 4100' als te gering werd ervaren, maakten ze al vanaf 1959 plaats voor krachtiger 'A-road'-bussen van hetzelfde fabrikaat en uiterlijk. Door de ingebruikname in 1967-1968 van de snel optrekkende standaardstreekbus, aanvankelijk in de vorm van de Leyland-Verheul LVB668, werden de spitsuursneldiensten van lijn 83 als overbodig beschouwd en verdwenen ze in 1968. 
In 1962 werden de conducteurs op lijn 80 afgeschaft, zodat voortaan uitsluitend met eenmansbediening werd gereden. 
Vanaf 1957 tot in de jaren zeventig gold op lijn 80 een 10-minutenfrequentie. In het begin werd op elke dienst met 3 bussen gereden omdat de te vervangen tramlijn met 3- of 4-wagentreinen elke 20 minuten reed en men dus een groot vervoer verwachtte, vooral in de zomer bij strandweer. In de loop der tijd verminderde het vervoer en kon volstaan worden met één bus. Lange tijd kende de lijn in de brede spits een kwartierdienst en daarbuiten een halfuurdienst.
In 1999 ging NZHVM op in Connexxion. Van 2005 tot en met 2017 werd de lijn gereden als Regioliner met maandag tot en met zaterdag overdag een kwartierdienst en daarbuiten een halfuurdienst. Sinds 4 augustus 2016 rijdt de lijn ter promotie van de verbinding tussen het centrum van Amsterdam en het strand van Zandvoort onder de naam "Amsterdam Beach Line".